# Mannheimer Seufzer

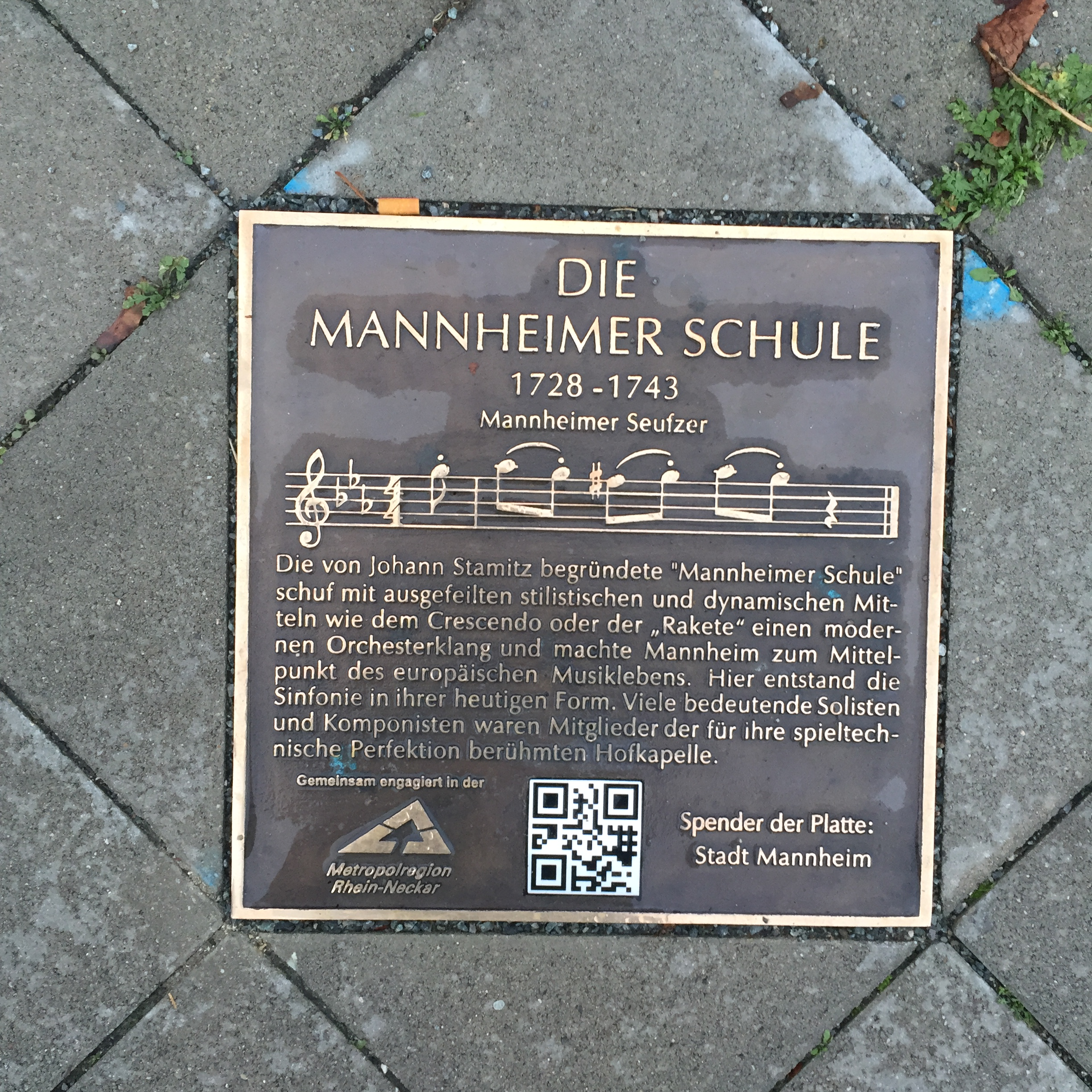
„Mannheimer Seufzer“ an der Kurpfälzer Meile der Innovationen in Mannheim.

Der Mannheimer Seufzer ist ein musikalischer Effekt, der von der Mannheimer Schule entwickelt und verwendet wurde. Er zählt zu den Mannheimer Manieren. Bei Komponisten wie Johann, Carl und Anton Stamitz, Franz Xaver Richter, Ignaz Holzbauer und Christian Cannabich ist der Seufzer eines der beliebtesten und charakteristischen Motive. Typisch für das Motiv des Seufzers ist die Vorhaltsnote, die im Notenwert jeweils kleiner ist als die darauffolgende Auflösungsnote. Beispiele für den Seufzer sind im Orchestertrio op.1 von Johann Stamitz zu finden. Mit einem einfachen, von oben kommenden Sekundvorhalt wird dieser Seufzer beschrieben. Charakteristisch ist der schnelle, von einer Stimmung zur anderen führende, oft hektische Wechsel des Ausdrucks.